# Muris Mešanović
Muris Mešanović (* 6. Juli 1990 in Sarajevo) ist ein bosnischer Fußballspieler.

## Karriere
Mešanović begann seine professionelle Karriere in Tschechien bei FK Jablonec. In der Profimannschaft kam er jedoch nicht zum Einsatz und verbrachte insgesamt sieben Jahre bei FC Vysočina Jihlava, wovon die ersten zwei Jahre jeweils zur Leihe ausgesetzt waren. 
Nach weiteren drei Jahren beim tschechischen Traditionsclub Slavia Prag, wechselte Mešanović innerhalb der Liga zu FK Mladá Boleslav, wo er in der Rückrunde der Saison 2018/19 und der Hinrunde 2019/20 insgesamt 13 Tore in 29 Spielen erzielte.
In der Winterpause der Saison 2019/20 wechselte Mešanović auf Leihbasis zum türkischen Erstligisten Kayserispor und kehrte danach zu seinem Verein FK Mladá Boleslav zurück. 
Zur Saison 2020/21 wechselte er innerhalb der Liga, erneut auf Leihbasis, zu Denizlispor und folgte somit seinem Trainer Robert Prosinečki, der Kayserispor trainierte und zur neuen Saison ebenfalls zu Denizlispor wechselte. 2021 ging er nach Polen zu Bruk-Bet Termalica Nieciecza.